# Jean-Paul Guerlain
Pour les articles homonymes, voir Guerlain (homonymie).
Jean-Paul Guerlain, né le 9 janvier 1937 dans le 16e arrondissement de Paris, est un parfumeur français, ancien dirigeant de l'entreprise Guerlain. Il est le dernier héritier de la célèbre maison de parfumeurs homonyme, avant de la céder en 1994 au groupe LVMH. 

## Biographie
Adolescent, Jean-Paul Guerlain voulait devenir professeur de lettres. Il fait ses études au lycée Condorcet de Paris, mais affecté par des problèmes de vue, il se tourne très vite vers la parfumerie. Formé au métier de « nez » auprès de son grand-père Jacques Guerlain, alors âgé de plus de 75 ans. Il ne tarde pas à devenir un expert de la « guerlinade » et rejoint en 1955 l'entreprise familiale où il est stagiaire-apprenti durant quelques années. Alors que logiquement son frère aîné Patrick aurait dû reprendre la direction, Jacques Guerlain, à la suite d'un défi lancé à son jeune petit-fils quant à la réalisation d'un parfum de substitution à Jonquille, annonce que Jean-Paul lui succédera à la tête de l'entreprise.
Après avoir vécu au no 8, rue de Courty (7e arrondissement de Paris), Jean-Paul Guerlain s'est installé au nord-est de la forêt de Rambouillet,, aux Mesnuls.

## Un «nez» exceptionnel
Capable de reconnaître trois mille nuances olfactives, il fut durant un demi-siècle le créateur de parfums célèbres. Pendant plus de 45 ans, il crée quarante-trois parfums de renommée internationale dont Vetiver (sa première création en 1959), Chant d'arôme (1962), Habit Rouge (1965), Chamade (1969), Guerlinade, Parure (1973), Eau de Guerlain (1974), Nahéma (1979), Jardin de Bagatelle (1983), Derby (1985) et Samsara. C'est notamment lui qui introduira les essences de civette dans les parfums avec Parure pour première réalisation. Jean-Paul Guerlain a toujours été un défenseur du travail d'apprentissage des « nez » qui devaient « faire leurs gammes » et se plaisait peu à l'introduction de techniques scientifiques telles que l'usage de la chromatographie en phase gazeuse pour la détermination et purification individuelle des composants moléculaires d'une essence et leur utilisation après synthèse chimique. Ses parfums ont ainsi été composés à près de 80 % par des produits et essences naturels, récoltés lors de voyages dans différentes parties du monde.
En 1992, il prend la direction de l'entreprise qui est acquise par le groupe LVMH en 1994, mais dont il reste à la tête jusqu'en 2002. Il a vendu en 1996 ses actions de Guerlain, dont il n'est plus salarié depuis 2002. Il a été le président fondateur, actuellement président d'honneur, de la Cosmetic valley.

## Un cavalier d’envergure internationale
Jean-Paul Guerlain a également été un cavalier renommé de dressage. Participant de nombreuses fois au championnat de France, il a été membre de l'équipe internationale au côté de Patrick Le Rolland en particulier lors des Championnats du Monde de dressage de Copenhague en 1974. Il a longtemps continué à monter en compétition à côté de ses activités professionnelles et a entraîné de nombreux cavaliers,,.

## Distinctions

### France
- Officier de la Légion d'honneur (2008)[10]
- Commandeur de l'ordre du Mérite agricole (1995) ; officier en 1981[11]

### Étranger
- 2014 : Commandeur de l’Étoile de Comore[2]

## Fortune
La fortune de la famille Guerlain, appréciée par sa participation au capital de LVMH, est de 3,3 milliards d'euros en 2021.

## Controverse
Lors du journal télévisé de France 2 du 15 octobre 2010 présenté par Élise Lucet, Jean-Paul Guerlain soulève l'indignation en déclarant : « Pour une fois, je me suis mis à travailler comme un nègre. Je ne sais pas si les nègres ont toujours tellement travaillé, mais enfin... » Ces déclarations, jugées racistes, entraînent un appel au boycott des produits de la marque par des associations antiracistes ; le boycott entraîne des pertes d'exploitation dans plusieurs boutiques et la fermeture de certaines d'entre elles. LVMH se désolidarise de Jean-Paul Guerlain et annonce la fin de sa collaboration au sein du groupe. Ces propos lui valent, par ailleurs, le 29 mars 2012, d'être condamné pour injure raciale par le tribunal correctionnel de Paris à une amende de 6 000 euros.
En mars 2012, Jean-Paul Guerlain fait à nouveau l'objet d'une instruction judiciaire par le Parquet de Paris pour des paroles jugées à caractère raciste proférées à la gare du Nord envers trois agents Eurostar.

## Vie privée
De son premier mariage en 1959 avec Monique de Barral de Montauvrard, il a un enfant, Stéphane Guerlain, avocat.
Il se remarie en 1970 avec Catherine.
Il vit ensuite en concubinage avec Christina Kragh Michelsen, franco-danoise. Ils souhaitent se marier à partir de 2007, mais le fils Stéphane Guerlain s'y oppose. En 2013, Stéphane obtient la curatelle renforcée de son père (atteint par la maladie d'Alzheimer), puis en 2018, il obtient sa tutelle. Christina souhaitant obtenir le mariage, plusieurs batailles judiciaires ont lieu à partir de 2010. Ainsi, Christina demande à 8 reprises un changement de tuteur, sans jamais l'obtenir. Le 20 novembre 2021, elle porte plainte contre Stéphane pour tentative de meurtre. Après avoir été relaxée en 2021 d'une accusation de harcèlement et de délaissement envers Jean-Paul Guerlain, elle est condamnée à 4 mois de prison avec sursis pour violences volontaires sur personne vulnérable par la Cour d'appel de Versailles le 12 janvier 2023.
En 1998, un hold-up tournant en une prise d'otages se produit à son domicile aux Mesnuls,.